# Halina Kaluta-Krężel
Halina Kaluta-Krężęl (ur. 7 maja 1951 w Szklarskiej Porębie) – polska koszykarka, sześciokrotna mistrzyni Polski, reprezentantka Polski.

## Kariera sportowa
Jest wychowanką BKS Bolesławiec. od 1972 występowała w Wiśle Kraków. Z krakowskim klubem zdobyła sześć tytułów mistrzyni Polski (1975, 1976, 1977, 1979, 1980, 1981) i dwa tytuły wicemistrzyni Polski (1973, 1974). W latach 1981–1983 występowała w austriackiej drużynie Linz AT. Po powrocie z Austrii prowadziła w Wiśle grupy młodzieżowe.
W reprezentacji Polski wystąpiła 188 razy, m.in. na mistrzostwach Europy w 1974 (9 m.), 1976 (6 m.) i 1978 (5 m.). 
Jej córką jest koszykarka Katarzyna Krężel.